# SJG세종
SJG세종(SJG世宗)은 자동차에 사용되는 배기계 부품 등을 생산, 판매하는 코스피 상장기업이다. 제품은 현대, 기아자동차에 전량 납품된다.

## 사업 분야
배기가스를 정화하는 컨버터와 소음진동을 줄이는 머플러를 주로 생산하고 있다. 대한민국 내 점유율은 약 31%이다. 매출은 머플러(소음기)와 컨버터(배기가스 정화기)에서 97%가 나오며 기타 차체 부품 등도 생산하지만 거기서 나오는 매출은 미미하다.

## 실적
기복이 거의 없이 매분기 100억이 넘는 순이익을 내고 있으며, 매년 400억 이상의 순이익을 꾸준히 내고 있는 흑자 기업이다. 2014년 기준으로 시가총액은 3,000억원~4,000억원 가량이다.

## 자회사
- 아센텍